# NGC 2835
NGC 2835 (również PGC 26259 lub UGCA 157) – galaktyka spiralna z poprzeczką (SBc), znajdująca się w gwiazdozbiorze Hydry. Odkrył ją Wilhelm Tempel 13 kwietnia 1884 roku.